# PGC 889
LEDA/PGC 889 ist eine verschmelzende Irreguläre Galaxie vom Hubble-Typ Im im Sternbild Pegasus nördlich des Himmelsäquators. Sie ist rund 45 Millionen Lichtjahre von der Milchstraße entfernt. 
Gemeinsam mit NGC 14, NGC 7814, PGC 38, und PGC 332 bildet sie die NGC-7814-Gruppe.